# Saison 2015-2016 de la LAH
Saison précédente Saison suivante
La saison 2015-2016 de la LAH est la 80e saison de la Ligue américaine de hockey. Trente franchises disputent la saison régulière à l'issue de laquelle, seize d'entre elles se rencontrent pour gagner la coupe Calder. Les Marlies de Toronto remportent la saison régulière mais ce sont les Monsters du lac Érié, deuxièmes de la division centrale, qui remportent la première coupe Calder de leur histoire.
La saison est marquée par une profonde réorganisation de la ligue. Le nombre de match joués devient différent en fonction de la localisation des franchises et provoque une nouvelle méthode de classement en fonction du pourcentage de victoires au lieu des points.

## Contexte

### Nouveau format
Le 12 mai 2015, la Ligue américaine de hockey (LAH) dévoile une nouvelle organisation de ses divisions et associations pour la saison 2015-2016 après le déménagement de sept franchises, dont cinq en Californie. Comme lors du changement réalisé par la Ligue nationale de hockey avant la saison 2013-2014, la LAH regroupe ses franchises en quatre divisions de sept ou huit équipes. L'association de l'Est comprend les divisions Atlantique et Nord tandis que celle de l'Ouest est consistituée des divisions Centrale et Pacifique.
Le 13 juin 2015, le commissaire de la ligue David Andrews annonce que les cinq équipes basées en Californie joueront un calendrier de 68 parties durant la saison régulière contre 76 pour le reste de la ligue y compris les deux équipes basées au Texas avec lesquelles elles forment la division Pacifique. La mise en place d'une formule avec un calendrier déséquilibré est vue comme une mesure pour alléger les coûts des déplacements des équipes californiennes et pour réduire les séries de trois matchs en autant de soirées consécutives qui peuvent gêner le développement des joueurs et réduire l'attractivité du style de jeu.
Pour compenser le déséquilibre du calendrier, la ligue utilise une nouvelle méthode pour déterminer le classement et les équipes qualifiées pour les séries éliminatoires. Comme avant, des points sont attribués (2 pour une victoire, 1 pour une défaite en prolongation ou en tirs de fusillade et 0 pour une défaite dans le temps réglementaire) mais au lieu de classer les équipes en fonction du nombre total de points acquis, elles le sont par le pourcentage de points gagnés. Celui-ci est déterminé en divisant le nombre de points obtenus par le nombre de points possibles. Par exemple, une équipe comptant une victoire et une défaite en prolongation après deux parties jouées comptent 75 % (3 points gagnés divisé par 4 points possibles).
Les séries éliminatoires sont également modifiées. La nouvelle formule est approuvée lors du conseil annuel des gouverneurs de la ligue qui a lieu du 6 au 9 juillet 2015. Les quatre premiers de chaque division se qualifient pour les séries, avec une exception possible dans chaque association. Si l'équipe classée cinquième de la division Atlantique, division comptant huit équipes, possède un meilleur pourcentage que l'équipe classée quatrième de la division Nord, elle se qualifie à sa place pour les séries. Il en est de même pour la cinquième équipe de la division Centrale face à l'équipe quatrième de la division Pacifique. Les séries 2016 comprennent un format avec des séries internes aux divisions menant aux finales d'association puis à la finale de la Coupe Calder. Les demi-finales de division se jouent au meilleur des cinq matchs tandis que le reste des séries se dispute au meilleur des sept matchs.

### Relocalisation de franchises et changement d'affiliations LNH

#### Relocalisations
Suivant un plan approuvé par la ligue le 29 janvier 2015, la LAH établit une Division Pacifique avec cinq équipes basées en Californie. Celles-ci sont toutes affiliées à des équipes de la LNH situées dans l'Ouest de l'Amérique du Nord. Avant cette saison, la ligue ne comptait aucune équipe basée à l'Ouest du Texas, provoquant des problèmes de réassignements de joueurs pour les équipes occidentales de la LNH. En retour, trois franchises de l'ECHL déjà situées dans des villes allant recevoir une équipe de la LAH déménagent vers l'Est et prennent la place laissée vacantes par celles-ci dans les villes qu'elles occupaient.
Le 12 mars 2015, la LAH annonce que les IceCaps de Saint-Jean, propriété de True North Sports & Entertainment, va être relocalisé à Winnipeg, dans la province du Manitoba, afin de faciliter les rappels par leur équipe de la LNH, les Jets de Winnipeg. La place laissée libre est alors prise par les Canadiens de Montréal qui y transfèrent les Bulldogs de Hamilton, leur club-école en LAH. Ces derniers sont remplacés par une équipe junior du même nom dans la ville de l'Ontario.
| Ancienne appellation   | Ancienne appellation                               | Nouvelle appellation   | Nouvelle appellation                               | Affiliation LNH       |
| Nom                    | Lieu                                               | Nom                    | Lieu                                               | Affiliation LNH       |
| Flames de l'Adirondack | Glens Falls, New York                              | Heat de Stockton       | Stockton, Californie                               | Flames de Calgary     |
| Bulldogs de Hamilton   | Hamilton, Ontario                                  | IceCaps de Saint-Jean  | Saint-Jean de Terre-Neuve, Terre-Neuve-et-Labrador | Canadiens de Montréal |
| Monarchs de Manchester | Manchester, New Hampshire                          | Reign d'Ontario        | Ontario, Californie                                | Kings de Los Angeles  |
| Admirals de Norfolk    | Norfolk, Virginie                                  | Gulls de San Diego     | San Diego, Californie                              | Ducks d'Anaheim       |
| Barons d'Oklahoma City | Oklahoma City, Oklahoma                            | Condors de Bakersfield | Bakersfield, Californie                            | Oilers d'Edmonton     |
| IceCaps de Saint-Jean  | Saint-Jean de Terre-Neuve, Terre-Neuve-et-Labrador | Moose du Manitoba      | Winnipeg, Manitoba                                 | Jets de Winnipeg      |
| Sharks de Worcester    | Worcester, Massachusetts                           | Barracuda de San José  | San José, Californie                               | Sharks de San José    |

#### Changements d'affiliations LNH
| Franchise LAH          | Ancienne affiliation     | Nouvelle affiliation     |
| ---------------------- | ------------------------ | ------------------------ |
| Monsters du lac Érié   | Avalanche du Colorado    | Blue Jackets de Columbus |
| Pirates de Portland    | Coyotes de l'Arizona     | Panthers de la Floride   |
| Rampage de San Antonio | Panthers de la Floride   | Avalanche du Colorado    |
| Falcons de Springfield | Blue Jackets de Columbus | Coyotes de l'Arizona     |

## Saison régulière

### Classement

#### Association de l'Est
| Clt   | Équipe                            | PJ | V  | D  | DP | DF | BP  | BC  | Pts | % pts |
| ----- | --------------------------------- | -- | -- | -- | -- | -- | --- | --- | --- | ----- |
| +001, | Bears de Hershey                  | 76 | 43 | 21 | 5  | 7  | 259 | 220 | 98  | 64,5  |
| +002, | Bruins de Providence              | 76 | 41 | 22 | 9  | 4  | 238 | 198 | 95  | 62,5  |
| +003, | Penguins de Wilkes-Barre/Scranton | 76 | 43 | 27 | 4  | 2  | 230 | 203 | 92  | 60,5  |
| +004, | Pirates de Portland               | 76 | 41 | 27 | 6  | 2  | 215 | 207 | 90  | 59,2  |
| +005, | Sound Tigers de Bridgeport        | 76 | 40 | 29 | 4  | 3  | 209 | 220 | 87  | 57,2  |
| +006, | Wolf Pack de Hartford             | 76 | 41 | 32 | 3  | 0  | 202 | 199 | 85  | 55,9  |
| +007, | Phantoms de Lehigh Valley         | 76 | 34 | 35 | 4  | 3  | 215 | 222 | 75  | 49,3  |
| +008, | Falcons de Springfield            | 76 | 26 | 42 | 3  | 5  | 194 | 265 | 60  | 39,5  |

| Clt   | Équipe                 | PJ | V  | D  | DP | DF | BP  | BC  | Pts | % pts |
| ----- | ---------------------- | -- | -- | -- | -- | -- | --- | --- | --- | ----- |
| +001, | Marlies de Toronto     | 76 | 54 | 16 | 5  | 1  | 294 | 191 | 114 | 75    |
| +002, | Devils d'Albany        | 76 | 46 | 20 | 8  | 2  | 212 | 167 | 102 | 67,1  |
| +003, | Comets d'Utica         | 76 | 38 | 26 | 8  | 4  | 224 | 217 | 88  | 57,9  |
| +004, | Crunch de Syracuse     | 76 | 32 | 29 | 11 | 4  | 213 | 240 | 79  | 52    |
| +005, | IceCaps de Saint-Jean  | 76 | 32 | 33 | 8  | 3  | 208 | 239 | 75  | 49,3  |
| +006, | Americans de Rochester | 76 | 34 | 38 | 3  | 1  | 199 | 249 | 72  | 47,4  |
| +007, | Senators de Binghamton | 76 | 31 | 38 | 6  | 1  | 204 | 241 | 69  | 45,4  |

- En gras : champion de la saison régulière
- En italique : qualifié pour les séries

#### Association de l'Ouest
| Clt   | Équipe                   | PJ | V  | D  | DP | DF | BP  | BC  | Pts | % pts |
| ----- | ------------------------ | -- | -- | -- | -- | -- | --- | --- | --- | ----- |
| +001, | Admirals de Milwaukee    | 76 | 48 | 23 | 3  | 2  | 224 | 193 | 101 | 66,4  |
| +002, | Monsters du lac Érié     | 76 | 43 | 22 | 6  | 5  | 211 | 188 | 97  | 63,8  |
| +003, | IceHogs de Rockford      | 76 | 40 | 22 | 10 | 4  | 214 | 205 | 94  | 61,8  |
| +004, | Griffins de Grand Rapids | 76 | 44 | 30 | 1  | 1  | 238 | 195 | 90  | 59,2  |
| +005, | Checkers de Charlotte    | 76 | 36 | 32 | 3  | 5  | 214 | 229 | 80  | 52,5  |
| +006, | Wolves de Chicago        | 76 | 33 | 35 | 5  | 3  | 194 | 228 | 74  | 48,7  |
| +007, | Moose du Manitoba        | 76 | 26 | 41 | 4  | 5  | 180 | 250 | 61  | 40,1  |
| +008, | Wild de l'Iowa           | 76 | 24 | 41 | 5  | 6  | 169 | 225 | 59  | 38,8  |

| Clt   | Équipe                 | PJ | V  | D  | DP | DF | BP  | BC  | Pts | % pts |
| ----- | ---------------------- | -- | -- | -- | -- | -- | --- | --- | --- | ----- |
| +001, | Reign d'Ontario        | 68 | 44 | 19 | 4  | 1  | 192 | 138 | 93  | 68,4  |
| +002, | Gulls de San Diego     | 68 | 39 | 23 | 4  | 2  | 208 | 200 | 84  | 61,8  |
| +003, | Stars du Texas         | 76 | 40 | 25 | 8  | 3  | 277 | 246 | 91  | 59,9  |
| +004, | Barracuda de San José  | 68 | 31 | 26 | 8  | 3  | 198 | 193 | 73  | 53,7  |
| +005, | Condors de Bakersfield | 68 | 31 | 28 | 7  | 2  | 212 | 222 | 71  | 52,2  |
| +006, | Heat de Stockton       | 68 | 32 | 32 | 2  | 2  | 194 | 224 | 68  | 50    |
| +007, | Rampage de San Antonio | 76 | 33 | 35 | 8  | 0  | 213 | 240 | 74  | 48,7  |

- En italique : qualifié pour les séries

### Meilleurs pointeurs
| Clt. | Nom                     | Équipe                                 | PJ | B  | A  | Pts | +/- | Pun |
| ---- | ----------------------- | -------------------------------------- | -- | -- | -- | --- | --- | --- |
| 1    | Christopher Bourque     | Bears de Hershey                       | 72 | 30 | 50 | 80  | +17 | 56  |
| 2    | Seth Griffith           | Bruins de Providence                   | 57 | 24 | 53 | 77  | +20 | 32  |
| 3    | T.J. Brennan            | Marlies de Toronto                     | 69 | 25 | 43 | 68  | +34 | 53  |
| 4    | Aleksandr Khokhlatchiov | Bruins de Providence                   | 60 | 23 | 45 | 68  | +9  | 12  |
| 5    | Dustin Jeffrey          | Falcons de Springfield Penguins de WBS | 64 | 20 | 44 | 64  | +10 | 20  |
| 6    | Andy Miele              | Griffins de Grand Rapids               | 75 | 18 | 44 | 62  | +18 | 77  |
| 7    | Austin Czarnik          | Bruins de Providence                   | 68 | 20 | 41 | 61  | +17 | 24  |
| 8    | Bud Holloway            | IceCaps de Saint-Jean                  | 70 | 19 | 42 | 61  | -13 | 14  |
| 9    | Mikko Rantanen          | Rampage de San Antonio                 | 52 | 24 | 36 | 60  | +20 | 42  |
| 10   | Mark Arcobello          | Marlies de Toronto                     | 49 | 25 | 34 | 59  | +19 | 22  |

### Meilleurs gardiens de but
| Clt | Joueur      | Équipe                | PJ | Min           | BC  | Moy  | %Arr | Bl |
| --- | ----------- | --------------------- | -- | ------------- | --- | ---- | ---- | -- |
| 1   | Peter Budaj | Reign d'Ontario       | 60 | 3574 min 33 s | 104 | 1,75 | 93,2 | 9  |
| 2   | Matt Murray | Penguins de WBS       | 31 | 1827 min 16 s | 64  | 2,1  | 93,1 | 4  |
| 3   | Yann Danis  | Devils d'Albany       | 47 | 2681 min 16 s | 99  | 2,22 | 90,8 | 8  |
| 4   | Juuse Saros | Admirals de Milwaukee | 38 | 2247 min 53 s | 84  | 2,24 | 92   | 4  |
| 5   | Dan Ellis   | Bears de Hershey      | 43 | 2440 min 28 s | 97  | 2,38 | 90,8 | 4  |

## Séries éliminatoires

### Tableau
|  | Quarts-de-finale d'association | Quarts-de-finale d'association | Quarts-de-finale d'association | Quarts-de-finale d'association |    |              | Demi-finales d'association | Demi-finales d'association | Demi-finales d'association | Demi-finales d'association |  |  | Finales d'association | Finales d'association | Finales d'association | Finales d'association |  |  | Finale de la Coupe Calder | Finale de la Coupe Calder | Finale de la Coupe Calder | Finale de la Coupe Calder |
|  |                                |                                |                                |                                |    |              |                            |                            |                            |                            |  |  |                       |                       |                       |                       |  |  |                           |                           |                           |                           |
|  |                                |                                |                                |                                |    |              |                            |                            |                            |                            |  |  |                       |                       |                       |                       |  |  |                           |                           |                           |                           |
|  | A1                             | Hershey                        | 3                              | 3                              |    |              |                            |                            |                            |                            |  |  |                       |                       |                       |                       |  |  |                           |                           |                           |                           |
|  | A1                             | Hershey                        | 3                              | 3                              |    |              |                            |                            |                            |                            |  |  |                       |                       |                       |                       |  |  |                           |                           |                           |                           |
|  | A4                             | Portland                       | 2                              | 2                              |    |              |                            |                            |                            |                            |  |  |                       |                       |                       |                       |  |  |                           |                           |                           |                           |
|  | A4                             | Portland                       | 2                              | 2                              | A1 | Hershey      | 4                          | 4                          |                            |                            |  |  |                       |                       |                       |                       |  |  |                           |                           |                           |                           |
|  |                                |                                |                                |                                | A1 | Hershey      | 4                          | 4                          |                            |                            |  |  |                       |                       |                       |                       |  |  |                           |                           |                           |                           |
|  |                                |                                | A3                             | Wilkes-Barre/Scranton          | 3  | 3            |                            |                            |                            |                            |  |  |                       |                       |                       |                       |  |  |                           |                           |                           |                           |
|  | A2                             | Providence                     | A3                             | Wilkes-Barre/Scranton          | 3  | 3            | 0                          | 0                          |                            |                            |  |  |                       |                       |                       |                       |  |  |                           |                           |                           |                           |
|  | A2                             | Providence                     |                                |                                |    |              |                            | 0                          |                            |                            |  |  |                       |                       |                       |                       |  |  |                           |                           |                           |                           |
|  | A3                             | Wilkes-Barre/Scranton          | 3                              | 3                              |    |              |                            |                            |                            |                            |  |  |                       |                       |                       |                       |  |  |                           |                           |                           |                           |
|  | A3                             | Wilkes-Barre/Scranton          | 3                              | 3                              | A1 | Hershey      | 4                          | 4                          |                            |                            |  |  |                       |                       |                       |                       |  |  |                           |                           |                           |                           |
|  |                                |                                |                                |                                | A1 | Hershey      | 4                          | 4                          |                            |                            |  |  |                       |                       |                       |                       |  |  |                           |                           |                           |                           |
|  |                                |                                | N1                             | Toronto                        | 1  | 1            |                            |                            |                            |                            |  |  |                       |                       |                       |                       |  |  |                           |                           |                           |                           |
|  | N1                             | Toronto                        | N1                             | Toronto                        | 1  | 1            | 3                          | 3                          |                            |                            |  |  |                       |                       |                       |                       |  |  |                           |                           |                           |                           |
|  | N1                             | Toronto                        |                                |                                |    |              |                            | 3                          |                            |                            |  |  |                       |                       |                       |                       |  |  |                           |                           |                           |                           |
|  | A5                             | Bridgeport                     | 0                              | 0                              |    |              |                            |                            |                            |                            |  |  |                       |                       |                       |                       |  |  |                           |                           |                           |                           |
|  | A5                             | Bridgeport                     | 0                              | 0                              | N1 | Toronto      | 4                          | 4                          |                            |                            |  |  |                       |                       |                       |                       |  |  |                           |                           |                           |                           |
|  |                                |                                |                                |                                | N1 | Toronto      | 4                          | 4                          |                            |                            |  |  |                       |                       |                       |                       |  |  |                           |                           |                           |                           |
|  |                                |                                | N3                             | Albany                         | 3  | 3            |                            |                            |                            |                            |  |  |                       |                       |                       |                       |  |  |                           |                           |                           |                           |
|  | N2                             | Albany                         | N3                             | Albany                         | 3  | 3            | 3                          | 3                          |                            |                            |  |  |                       |                       |                       |                       |  |  |                           |                           |                           |                           |
|  | N2                             | Albany                         |                                |                                |    |              |                            | 3                          |                            |                            |  |  |                       |                       |                       |                       |  |  |                           |                           |                           |                           |
|  | N3                             | Utica                          | 1                              | 1                              |    |              |                            |                            |                            |                            |  |  |                       |                       |                       |                       |  |  |                           |                           |                           |                           |
|  | N3                             | Utica                          | 1                              | 1                              | A1 | Hershey      | 0                          | 0                          |                            |                            |  |  |                       |                       |                       |                       |  |  |                           |                           |                           |                           |
|  |                                |                                |                                |                                | A1 | Hershey      | 0                          | 0                          |                            |                            |  |  |                       |                       |                       |                       |  |  |                           |                           |                           |                           |
|  |                                |                                | C2                             | Lac Érié                       | 4  | 4            |                            |                            |                            |                            |  |  |                       |                       |                       |                       |  |  |                           |                           |                           |                           |
|  | C1                             | Milwaukee                      | C2                             | Lac Érié                       | 4  | 4            | 0                          | 0                          |                            |                            |  |  |                       |                       |                       |                       |  |  |                           |                           |                           |                           |
|  | C1                             | Milwaukee                      |                                |                                |    |              |                            | 0                          |                            |                            |  |  |                       |                       |                       |                       |  |  |                           |                           |                           |                           |
|  | C4                             | Grand Rapids                   | 3                              | 3                              |    |              |                            |                            |                            |                            |  |  |                       |                       |                       |                       |  |  |                           |                           |                           |                           |
|  | C4                             | Grand Rapids                   | 3                              | 3                              | C4 | Grand Rapids | 2                          | 2                          |                            |                            |  |  |                       |                       |                       |                       |  |  |                           |                           |                           |                           |
|  |                                |                                |                                |                                | C4 | Grand Rapids | 2                          | 2                          |                            |                            |  |  |                       |                       |                       |                       |  |  |                           |                           |                           |                           |
|  |                                |                                | C2                             | Lac Érié                       | 4  | 4            |                            |                            |                            |                            |  |  |                       |                       |                       |                       |  |  |                           |                           |                           |                           |
|  | C2                             | Lac Érié                       | C2                             | Lac Érié                       | 4  | 4            | 3                          | 3                          |                            |                            |  |  |                       |                       |                       |                       |  |  |                           |                           |                           |                           |
|  | C2                             | Lac Érié                       |                                |                                |    |              |                            | 3                          |                            |                            |  |  |                       |                       |                       |                       |  |  |                           |                           |                           |                           |
|  | C3                             | Rockford                       | 0                              | 0                              |    |              |                            |                            |                            |                            |  |  |                       |                       |                       |                       |  |  |                           |                           |                           |                           |
|  | C3                             | Rockford                       | 0                              | 0                              | C2 | Lac Érié     | 4                          | 4                          |                            |                            |  |  |                       |                       |                       |                       |  |  |                           |                           |                           |                           |
|  |                                |                                |                                |                                | C2 | Lac Érié     | 4                          | 4                          |                            |                            |  |  |                       |                       |                       |                       |  |  |                           |                           |                           |                           |
|  |                                |                                | P1                             | Ontario                        | 0  | 0            |                            |                            |                            |                            |  |  |                       |                       |                       |                       |  |  |                           |                           |                           |                           |
|  | P1                             | Ontario                        | P1                             | Ontario                        | 0  | 0            | 3                          | 3                          |                            |                            |  |  |                       |                       |                       |                       |  |  |                           |                           |                           |                           |
|  | P1                             | Ontario                        |                                |                                |    |              |                            | 3                          |                            |                            |  |  |                       |                       |                       |                       |  |  |                           |                           |                           |                           |
|  | P4                             | San José                       | 1                              | 1                              |    |              |                            |                            |                            |                            |  |  |                       |                       |                       |                       |  |  |                           |                           |                           |                           |
|  | P4                             | San José                       | 1                              | 1                              | P1 | Ontario      | 4                          | 4                          |                            |                            |  |  |                       |                       |                       |                       |  |  |                           |                           |                           |                           |
|  |                                |                                |                                |                                | P1 | Ontario      | 4                          | 4                          |                            |                            |  |  |                       |                       |                       |                       |  |  |                           |                           |                           |                           |
|  |                                |                                | P2                             | San Diego                      | 1  | 1            |                            |                            |                            |                            |  |  |                       |                       |                       |                       |  |  |                           |                           |                           |                           |
|  | P2                             | San Diego                      | P2                             | San Diego                      | 1  | 1            | 3                          | 3                          |                            |                            |  |  |                       |                       |                       |                       |  |  |                           |                           |                           |                           |
|  | P2                             | San Diego                      |                                |                                |    |              |                            | 3                          |                            |                            |  |  |                       |                       |                       |                       |  |  |                           |                           |                           |                           |
|  | P3                             | Texas                          | 1                              | 1                              |    |              |                            |                            |                            |                            |  |  |                       |                       |                       |                       |  |  |                           |                           |                           |                           |
|  | P3                             | Texas                          | 1                              | 1                              |    |              |                            |                            |                            |                            |  |  |                       |                       |                       |                       |  |  |                           |                           |                           |                           |
|  |                                |                                |                                |                                |    |              |                            |                            |                            |                            |  |  |                       |                       |                       |                       |  |  |                           |                           |                           |                           |

### Finale
| 1er juin 2016 | Hershey | 1-4 (1-0, 0-1, 0-3) | Lac Érié | Giant Center 8 875 spectateurs |

| Feuille de match | Feuille de match                          | Feuille de match    | Feuille de match | Feuille de match                                                                          |
| ---------------- | ----------------------------------------- | ------------------- | --- | ----------------------------------------------------------------------------------------- |
|                  | Vrána (C. Bourque, Djoos) — 15 min 42 s - | 1-0 1-1 1-2 1-3 1-4 | - Zaar (Broadhurst, Eminger) — 27 min 48 s Vogelhuber (Craig, Eminger) — 45 min 39 s Zaar — 53 min 33 s Hännikäinen (Kukan, Bjorkstrand) — 55 min 9 s | Arbitrage : Terry Koharski Tom Chmielewski Juges de lignes : Brandon Gawryletz Ryan Daisy |
| Justin Peters    | Gardiens                                  | Anton Forsberg      | | Arbitrage : Terry Koharski Tom Chmielewski Juges de lignes : Brandon Gawryletz Ryan Daisy |
| 0 min            | Pénalités                                 | 4 min               | | Arbitrage : Terry Koharski Tom Chmielewski Juges de lignes : Brandon Gawryletz Ryan Daisy |
| 27               | Tirs                                      | 26                  | | Arbitrage : Terry Koharski Tom Chmielewski Juges de lignes : Brandon Gawryletz Ryan Daisy |

| 3 juin 2016 | Hershey | 3-5 (0-1, 1-2, 2-2) | Lac Érié | Giant Center 9 947 spectateurs |

| Feuille de match | Feuille de match | Feuille de match                | Feuille de match | Feuille de match                                                                        |
| ---------------- | --- | ------------------------------- | --- | --------------------------------------------------------------------------------------- |
|                  | - Sill (Camper, Ness) — 28 min 48 s (SN) - Lewington (C. Bourque, Ness) — 49 min 57 s O'Brien (Boyd, Ness) — 51 min 51 s - | 0-1 0-2 1-2 1-3 1-4 2-4 3-4 3-5 | Werenski (Craig, Tynan) — 3 min 5 s (SN) Bjorkstrand (Hännikäinen) — 24 min 29 s - Sedlák (Rychel, Hännikäinen) — 33 min 51 s Bjorkstrand (Chaput, Zaar) — 42 min 4 s (SN) - Zaar (Craig, Chaput) — 58 min 59 s (CV) | Arbitrage : Garrett Rank Tom Chmielewski Juges de lignes : Brandon Gawryletz Jud Ritter |
| Juustin Peters   | Gardiens | Anton Forsberg                  | | Arbitrage : Garrett Rank Tom Chmielewski Juges de lignes : Brandon Gawryletz Jud Ritter |
| 6 min            | Pénalités | 6 min                           | | Arbitrage : Garrett Rank Tom Chmielewski Juges de lignes : Brandon Gawryletz Jud Ritter |
| 30               | Tirs | 29                              | | Arbitrage : Garrett Rank Tom Chmielewski Juges de lignes : Brandon Gawryletz Jud Ritter |

| 6 juin 2016 | Lac Érié | 3-2 (pr) (1-1, 1-1, 0-0, 1-0) | Hershey | Quicken Loans Arena 12 935 spectateurs |

| Feuille de match | Feuille de match | Feuille de match    | Feuille de match                                                            | Feuille de match                                                                            |
| ---------------- | --- | ------------------- | --------------------------------------------------------------------------- | ------------------------------------------------------------------------------------------- |
|                  | - Bjorkstrand (Sedlák, Gallant) — 6 min 44 s Zaar (Kukan, Broadhurst) — 38 min 13 s (SN) - Bjorkstrand (Werenski, Eminger) — 61 min 20 s | 0-1 1-1 2-1 2-2 3-2 | Stanton (Camper, Barber) — 2 min 7 s - Gazley (Sill, R. Bourque) — 39 min - | Arbitrage : Kendrick Nicholson Terry Koharski Juges de lignes : Shandor Alphonso Devin Berg |
| Anton Forsberg   | Gardiens | Justin Peters       |                                                                             | Arbitrage : Kendrick Nicholson Terry Koharski Juges de lignes : Shandor Alphonso Devin Berg |
| 2 min            | Pénalités | 6 min               |                                                                             | Arbitrage : Kendrick Nicholson Terry Koharski Juges de lignes : Shandor Alphonso Devin Berg |
| 28               | Tirs | 19                  |                                                                             | Arbitrage : Kendrick Nicholson Terry Koharski Juges de lignes : Shandor Alphonso Devin Berg |

| 11 juin 2016 | Lac Érié | 1-0 (pr) (0-0, 0-0, 0-0, 1-0) | Hershey | Quicken Loans Arena 19 665 spectateurs |

| Feuille de match | Feuille de match                             | Feuille de match | Feuille de match | Feuille de match                                                              |
| ---------------- | -------------------------------------------- | ---------------- | ---------------- | ----------------------------------------------------------------------------- |
|                  | Bjorkstrand (Sedlák, Werenski) — 79 min 58 s | 1-0              | -                | Arbitrage : Jon McIsaac Garrett Rank Juges de lignes : John Grandt Devin Berg |
| Anton Forsberg   | Gardiens                                     | Justin Peters    |                  | Arbitrage : Jon McIsaac Garrett Rank Juges de lignes : John Grandt Devin Berg |
| 4 min            | Pénalités                                    | 4 min            |                  | Arbitrage : Jon McIsaac Garrett Rank Juges de lignes : John Grandt Devin Berg |
| 33               | Tirs                                         | 23               |                  | Arbitrage : Jon McIsaac Garrett Rank Juges de lignes : John Grandt Devin Berg |

### Meilleurs pointeurs
| Clt. | Nom                | Équipe               | PJ | B  | A  | Pts | +/- | Pun |
| ---- | ------------------ | -------------------- | -- | -- | -- | --- | --- | --- |
| 1    | Connor Carrick     | Marlies de Toronto   | 15 | 7  | 11 | 18  | +8  | 12  |
| 2    | Carter Camper (en) | Bears de Hershey     | 21 | 6  | 11 | 17  | +3  | 2   |
| 3    | Oliver Bjorkstrand | Monsters du lac Érié | 17 | 10 | 6  | 16  | +9  | 2   |
| 4    | Lukáš Sedlák       | Monsters du lac Érié | 17 | 9  | 7  | 16  | +16 | 18  |
| 5    | Jakub Vrána        | Bears de Hershey     | 21 | 8  | 6  | 14  | +8  | 2   |

### Meilleurs gardiens de but
| Clt | Joueur         | Équipe                   | PJ | Min           | BC | Moy  | %Arr | Bl |
| --- | -------------- | ------------------------ | -- | ------------- | -- | ---- | ---- | -- |
| 1   | Anton Forsberg | Monsters du lac Érié     | 10 | 583 min 58 s  | 13 | 1,34 | 94,9 | 2  |
| 2   | Jared Coreau   | Griffins de Grand Rapids | 3  | 158 min 46 s  | 5  | 1,89 | 94,9 | 0  |
| 3   | Justin Peters  | Bears de Hershey         | 20 | 1242 min 20 s | 44 | 1,13 | 92,2 | 2  |

## Effectif champion
| Vainqueurs de la Coupe Calder Monsters du lac Érié | Gardiens de but : Anton Forsberg, Joonas Korpisalo Défenseurs : Steve Eminger, Justin Falk, Dillon Heatherington, Dean Kukan, Michael Paliotta, John Ramage, Jaime Sifers, Zach Werenski Attaquants : Josh Anderson, Oliver Bjorkstrand, Alex Broadhurst, Michael Chaput, Ryan Craig, Brett Gallant, Markus Hännikäinen, Sonny Milano, Nick Moutrey, Kerby Rychel, Lukáš Sedlák, T.J. Tynan, Trent Vogelhuber, Daniel Zaar Entraîneur : Jared Bednar |

## Récompenses

### Trophées collectifs
| Coupe Calder : Vainqueurs des séries                                    | Monsters du lac Érié  |
| Trophée Richard-F.-Canning : Vainqueurs de l'association de l'Est       | Bears de Hershey      |
| Trophée Robert-W.-Clarke : Vainqueurs de l'association de l'Ouest       | Monsters du lac Érié  |
| Trophée Macgregor-Kilpatrick : Champions de la ligue                    | Marlies de Toronto    |
| Trophée Frank-Mathers : Champions de l'association de l'Est             | Marlies de Toronto    |
| Trophée Norman-R.-« Bud »-Poile : Champions de l'association de l'Ouest | Reign d'Ontario       |
| Trophée Emile-Francis : Champions de la division Atlantique             | Bears de Hershey      |
| Trophée F.-G.-« Teddy »-Oke : Champions de la division Nord             | Marlies de Toronto    |
| Trophée Sam-Pollock : Champions de la division Centrale                 | Admirals de Milwaukee |
| Trophée John-D.-Chick : Champions de la division Pacifique              | Reign d'Ontario       |

### Trophées individuels
| Trophée Les-Cunningham : Meilleur joueur de la saison                              | Christopher Bourque, Hershey                             |
| Trophée John-B.-Sollenberger : Meilleur pointeur                                   | Christopher Bourque, Hershey                             |
| Trophée Willie-Marshall : Meilleur buteur                                          | Frank Vatrano, Providence                                |
| Trophée Dudley-« Red »-Garrett : Meilleure recrue                                  | Mikko Rantanen, San Antonio et Frank Vatrano, Providence |
| Trophée Eddie-Shore : Meilleur défenseur                                           | T.J. Brennan, Toronto                                    |
| Trophée Aldege-« Baz »-Bastien : Meilleur gardien                                  | Peter Budaj, Ontario                                     |
| Trophée Harry-« Hap »-Holmes : Gardien de l'équipe ayant encaissé le moins de buts | Peter Budaj, Ontario                                     |
| Trophée Louis-A.-R.-Pieri : Meilleur entraîneur                                    | Rick Kowalsky, Albany                                    |
| Trophée Fred-T.-Hunt : Joueur au meilleur esprit sportif                           | Tom Kostopoulos, Wilkes-Barre/Scranton                   |
| Trophée Yanick-Dupré : Joueur le plus impliqué dans sa communauté                  | Ryan Carpenter, San José                                 |
| Trophée Jack-A.-Butterfield : Meilleur joueur des séries                           | Oliver Bjorkstrand, Lac Érié                             |

### Équipes d'étoiles
| Position       | Joueur              | Équipe               |
| -------------- | ------------------- | -------------------- |
| Gardien de but | Peter Budaj         | Reign d'Ontario      |
| Défenseur      | T.J. Brennan        | Marlies de Toronto   |
| Défenseur      | Brandon Montour     | Gulls de San Diego   |
| Ailier gauche  | Christopher Bourque | Bears de Hershey     |
| Centre         | Frank Vatrano       | Bruins de Providence |
| Ailier droit   | Seth Griffith       | Bruins de Providence |

| Position       | Joueur         | Équipe                   |
| -------------- | -------------- | ------------------------ |
| Gardien de but | Matt Murray    | Penguins de WBS          |
| Défenseur      | Will O'Neill   | Penguins de WBS          |
| Défenseur      | Robbie Russo   | Griffins de Grand Rapids |
| Ailier gauche  | Mikko Rantanen | Rampage de San Antonio   |
| Centre         | Dustin Jeffrey | Springfield / WBS        |
| Ailier droit   | Mike Sislo     | Devils d'Albany          |

| Position       | Joueur          | Équipe                   |
| -------------- | --------------- | ------------------------ |
| Gardien de but | Juuse Saros     | Admirals de Milwaukee    |
| Défenseur      | Brandon Montour | Gulls de San Diego       |
| Défenseur      | Robbie Russo    | Griffins de Grand Rapids |
| Attaquant      | Mikko Rantanen  | Rampage de San Antonio   |
| Attaquant      | Austin Czarnik  | Bruins de Providence     |
| Attaquant      | Frank Vatrano   | Bruins de Providence     |